# 福斯坦-阿尔尚热·图瓦德拉
福斯坦-阿尔尚热·图瓦德拉（法語：Faustin-Archange Touadéra，法語發音：[fostɛ̃ aʁkɑ̃ʒ twadeʁa]；1957年4月21日—），中非共和国政治家，现任中非总统。
图瓦德拉是数学教授，2004年起任班吉大学校长，2008年1月22日获总统弗朗索瓦·博齐泽任命为新任总理，接替请辞的埃利·多泰。
2013年1月17日，反政府叛軍已经佔領大約三分之一的國土，政府與反對派達成和平協議，圖瓦德拉被撤職，反對派律師尼古拉·蒂昂蓋伊被任命為總理。
2016年2月14日，他在2015年－2016年中非共和國大選第二輪選舉中獲得62.71%選票勝出，3月30日就任總統。他於2020年12月舉行的總統選舉第一輪投票獲得53.92%有效票勝出，成功連任。
2018年有消息指俄羅斯的瓦格纳集团為圖瓦德拉提供個人保安服務。

### 引用
1. ↑  Ngoulou, Fridolin. . RJDH. 22 February 2016  [2018-12-12]. （原始内容存档于2019-03-01） （法语）.
2. ↑  . 美國之音. 2013-01-17  [2013-01-19]. （原始内容存档于2016-03-05）.
3. ↑  "Central African constitutional court confirms Touadera elected president" （页面存档备份，存于）, Reuters, 1 March 2016.
4. ↑  . pbs.org. 2021-01-04  [2021-01-06]. （原始内容存档于2021-01-27）.
5. ↑  Hauer, Neil. . The Atlantic. 2018-08-27  [2021-01-07]. （原始内容存档于2018-09-05）. Wagner appears to have tapped this possibility at the highest level, reportedly serving as CAR President Faustin-Archange Touadera’s personal security detail.

| 前任： 埃利·多泰                   | 中非共和国总理 2008年1月22日－2013年1月17日 | 繼任： 尼古拉·蒂昂蓋伊 |
| 前任： 卡特琳娜·桑巴-潘扎 （代理） | 中非共和國總統 2016年3月30日－              | 現任                   |